# Blas Ostolaza
Blas Gregorio Ostolaza y Ríos (Trujillo de Perú, 1771-Valencia, 1835) fue un eclesiástico y político español, de tendencia absolutista. La fecha de nacimiento es distinta en algunas fuentes.

## Biografía
Era hijo de un regidor del cabildo de Trujillo, el teniente coronel de milicias Cristóbal de Ostolaza y Valda, y de Ana Josefa de los Ríos y Sedamanos. Comenzó su carrera eclesiástica en su ciudad natal en 1783, llegando a rector del Colegio Conciliar de San Carlos. Pasó a la metrópoli. Al comienzo de la Guerra de Independencia Española acompañó a la familia real que se encontraba cautiva de Napoleón (abdicaciones de Bayona), llegando a ser confesor de Fernando VII en Valençay (1808). Expulsado de Francia por las autoridades (1809), volvió a España, siendo designado diputado por el Perú en las Cortes de Cádiz, donde destacó por su oposición a la mayoría liberal en cuestiones como la defensa de la autoridad real, los privilegios de la nobleza y de la Inquisición; también solicitaba un trato equitativo a los territorios americanos y la abolición del tributo indígena. Tuvo una gran actividad como orador religioso y político, publicando muchos de sus sermones y discursos. Su particular oratoria (que ha sido calificada de "pobre"), actitudes y aspecto físico, eran objeto de burlas por parte de sus adversarios, que le pusieron el mote de Ostiones.
Terminada la guerra, fue uno de los firmantes del Manifiesto de los Persas (1814). Recompensado con el deanato de la catedral de Cartagena y la dirección del Hospicio de la Misericordia de Murcia, se le acusó de corruptor de las jóvenes del hospicio (1817), por lo que fue recluido por orden del rey en las Batuecas y procesado por la Inquisición, a pesar de no ser su delito de esa jurisdicción, de nuevo por expresa orden del rey (8 de abril de 1818). Durante el Trienio Liberal, un documento del jefe político de Sevilla de 26 de junio de 1820, leído en Cortes, recoge que mientras estaba retenido ("en virtud de la real orden de 9 de marzo de este año") en el monasterio cartujo de Santa María de las Cuevas, extramuros de la ciudad, conspiraba con otros clérigos "desafectos al actual sistema de gobierno: el P. D. Joaquín María Espejo Bermudo... y don Cristóbal Bencomo". Se le desterró a Canarias. Alguna fuente recoge, extrañamente, que allí "se adscribe al partido liberal" y que, de vuelta a la Península, en 1824 publicó un sermón contra los voluntarios realistas. Tal condición no parece desprenderse del título, que es laudatorio con la entrada de tropas absolutistas en Cartagena (en el contexto de la expedición de los Cien Mil Hijos de San Luis). Lo cierto es que en la coyuntura de la muerte de Fernando VII (1833) apoyó al pretendiente carlista, y que por ello fue fusilado "en una oscura cárcel de Valencia, a altas horas de la noche, para satisfacer a un populacho amotinado".
En su honor se haría el Círculo Blas de Ostoloza del Carlismo en el Perú.

## Obras
- Sermón patriótico-moral, que con motivo de una misa solemne, mandada celebrar el dia 25 de Julio del año 1810 en la iglesia de los RR. PP. Carmelitas de esta Ciudad por los españoles emigrados de los paises ocupados por el enemigo comun, dixo ... Don Blas Ostolaza ...[14]
- El alma al pie de la cruz; meditando las Siete Palabras que en ella dixo el Salvador del mundo; compuesto por ... Blas de Ostolaza ..., Isla de Leon [Cádiz], Miguel Segovia, 1811[15]
- Carta sobre el establecimiento del Tribunal de la Inquisición; por el Dr. D. Blas Ostolaza ..., Cádiz, imprenta de D. Manuel Quintana, 1811[16] [en otra fuente se cita como "restablecimiento"][9]
- Clamor de un alma atribulada, u oración que hace todos los días Fernando VII, Rey de España e Indias, México, 1811[17]
- Respuesta al apologista de todos los juramentados, Don Juan Martínez Dávila, Cádiz, 1812
- Noticias de nuestro Soberano el Señor Don Fernando VII en su prisión de Valençay, comunicadas por su confesor el Señor Don Blas Ostolaza, en la actualidad diputado a Cortes, Sevilla, Padrino, 1814[18]
- Fernando VII en Valençay - Heroismo de nuestro deseado Rey Don Fernando VII en la prision de Francia, por F.J.S.F., Mallorca, Imprenta de Felipe Guaso, 1814[19]
- El Fernandino de Valencia en Madrid, 1814[9] [en otra fuente se identifica como el primer número de lo que pretendía ser una publicación periódica, fechada el 14 de junio de 1814[20] y que continuaba una publicación anterior: Periódico momentáneo de Valencia - El Fernandino, del 16 de abril al 5 de mayo de 1814[21]]
- Verdadera filosofía del alma, Madrid, 1814[22] [en otra fuente se cita con extensión de título: o diario de meditaciones para todos los días del mes...][9]
- Sermón predicado en la iglesia del Carmen, en acción de gracias por el regreso de S.M. y A.A, Madrid, 1814[9]
- Discurso que en presencia de S.M. y A.A. dixo en la Real Capilla el domingo 3º de Adviento el Doctor Don Blas de Ostolaza, Madrid, Miguel de Burgos, 1814[23]
- Novena de San Ignacio de Loyola, fundador de la Compañía de Jesús = Sermón predicado en la real iglesia del mismo santo por D. Blas Ostolaza. Se hallarán en la imprenta de D. Francisco Martínez Dávila, calle de Barrionuevo; y en las librerías de Novillo, calle de la concepción gerónima, y de Amposta, calle del Príncipe., 1816[24]
- Sermón que en la Misa solemne que á invitación del señor Comandante de las armas ... D. Manuel Motesinos ... hizo celebrar el Ilmo. Sr. Dean y Cabildo de esta Sta. Iglesia en el dia 7 de Julio del presente, en acción de gracias al Todo-poderoso por el beneficio que les concedió ... en que entraron en ella las tropas libertadoras de ... Don Fernando 7º; dixo el Doctor D. Blas Ostalaza [sic] ..., Orihuela, imprenta de Pedro Berruezo, 1824[25]
- Novena al Sagrado Corazón de Jesús que publica el Dr. D. Blas Gregorio Ostolaza, Deán de la Sta. Iglesia de Cartagena, Ex-confesor de S. M. con honores de tal, su Capellán de honor y Predicador, Caballero Comendador de la Real Orden de Isabel la Católica, condecorado con las Cruces de Valencey y Flor de Lis de Francia, de la Lealtad Acrisolada y Escudo de fidelidad. Para uso de la comunidad de Religiosas Justinianas de Madre de Dios de la Ciudad de Murcia. Segunda impresión. En Murcia: Por los herederos de Muñiz, año de 1829.[26]

## Personaje literario
-Parece que va a haber tumulto -me dijo Presentación-. ¡Cielos divinos! Se levanta a hablar otro predicador... Pero si es Ostolaza... ¿no le ve usted?, el mismo Ostolaza. ¿No ve usted su cara redonda y encarnada?... Si su voz parece una matraca... y ¡qué gestos, qué miradas!...

Ostolaza empezó a hablar, y con su discurso las risas y burlas, arriba y abajo, sin que el presidente pudiera acallarlas, ni el orador hacerse oír con claridad. Volviose a las tribunas y con el gesto desenfadado las despreció, y crecieron tumultos y voces, sobre todo en nuestro balcón, donde varios individuos desombrero gacho y marsellés no podían convencerse de que estaban en lugar muy distinto de la plaza de toros.
-Dice que nos desprecia -exclamó Presentación en voz muy baja-. Se ha puesto rojo como un tomate. Amenaza a las tribunas porque nos reímos de su facha. Sí, Sr. Ostolaza, nos reímos de usted... Miren el mamarracho, espantajo. ¿Por qué no le retiran las licencias? Si es un predicador de aldea... Insulta a los demás. ¿Usted qué sabe, so bruto? ¿Porque en casa le oímos con la boca abierta cuando nos sermonea, cree que le van a tolerar aquí?...
Un individuo de las tribunas gritó:
-¡Afuera el apaga candelas!
Y el barullo y vocerío tomaron proporciones tales que los porteros nos amenazaron con echarnos a todos a la calle.
-Sr. de Araceli -me dijo Presentación, encendida y agitada por el entusiasmo- tendría un grandísimo placer... ¿en qué creerá usted? Me regocijaría muchísimo... ¿de qué pensará usted? De que ahora se levantara de su asiento el señor presidente y le diera dos palos a Ostolaza.
-Aquí no es costumbre que el presidente apalee a los diputados.
-¿No? -exclamó con extrañeza-. Pues debiera hacerlo. Me estaría riendo hasta mañana: dos palos, sí señor, o mejor cuatro. Los merece. Aborrezco a ese hombre con todo mi corazón. Él es quien aconseja a mamá que no nos deje salir, ni hablar, ni reír, ni pestañear.Asunción dice que es un zopenco. ¿No cree usted lo mismo?
-¡Que le den morcilla! -gritó una voz becerril en el fondo de la galería.
-Comparito -dijo otra voz dirigiéndose al orador- ¿todo ese enfao es verdá o conversasión?
...
-Ostolaza sigue hablando. Sus brazos parecen aspas de molino... Todos se ríen de él. Veo que las Cortes, como los teatros, tienen su gracioso.
-Así es en efecto.

-Y el gracioso es Ostolaza... Pues me parece que junto a él está el Sr. Teneyro... ¡Qué par! Si querrá también hablar...
Benito Pérez Galdós, Episodios nacionales - Cádiz, capítulo 18.